# Лоза (Каштелу-Бранку)
Лоза (порт. Lousa) — район (фрегезия) в Португалии, входит в округ Каштелу-Бранку. Является составной частью муниципалитета Каштелу-Бранку. По старому административному делению входил в провинцию Бейра-Байша. Входит в экономико-статистический субрегион Бейра-Интериор-Сул, который входит в Центральный регион. Население составляет 752 человека на 2001 год. Занимает площадь 35,72 км².
Покровителем района считается Дева Мария (порт. Nossa Senhora dos Altos Céus).